# مقاطعة وايت (إنديانا)
مقاطعة وايت هي مقاطعة في إنديانا، بلغ عدد سكانها 24٬643  نسمة، في 2010، عاصمتها مونتيسلو، تبلغ مساحتها 1٬318 كيلومتر مربع.

## الموقع
تشترك في الحدود مع:
- مقاطعة بولاسكي (إنديانا)
- مقاطعة تيبيكانوي
- مقاطعة بينتون
- مقاطعة كارول (إنديانا)
- مقاطعة كاس (إنديانا)
- مقاطعة جاسبر (إنديانا).

## التقسيمات الإدارية
- مونتيسلو.